# Malawisøen Nationalpark
Malawisøen Nationalpark er en nationalpark ved sydenden af Malawisøen i Malawi. Parken ligger i Riftdalen og dækker et område på 9.400 hektar, som blev fredet som nationalpark i 1980. En tidligere fredning som skovreservat blev etableret i 1934. Parken var verdens første nationalpark, der blev oprettet med henblik på at bevare det marine liv i ferskvand.
I søen findes der formentlig mere end 500 fiskearter, hvilket er det største antal kendte arter i en sø. Mere end 90 % af arterne er endemiske. Specielt vigtige er ciklidene, som der er over 400 arter af i søen, hvoraf samtlige, med undtagelse af fem, er endemiske for Malawisøen. Af de øvrige fiskearter er 28 endemiske. Fiskearternes betydning for evolutionsforskningen er blevet sammenlignet med finkernes på Galapagosøerne.

## Eksterne kilder og henvisninger
- UNEP World Conservation Monitoring Centre: faktaark

- Wikimedia Commons har flere filer relateret til Malawisøen Nationalpark